# CalCon Calculator
CalCon Calculator jest bosanskohercegovačko-poljski startup čiji je cilj napraviti najveću i najraznovrsniju bazu podataka kalkulatora na svijetu. Glavni proizvod CalCon-a je mobilna aplikacija sa stotinama dostupnih kalkulatora, podržana na iOS i Android platformi. Osim toga, postoji i web stranica s raznim kalkulatorima i osnovnim informacijama i tekstom o njima - calconcalculator.com (https://calconcalculator.com/  Arhivirana inačica izvorne stranice od 29. siječnja 2022. (Wayback Machine)).

## Povijest
Ovaj projekt počeo je još 2019. godine. Tada je ideja bila napraviti par mobilnih aplikacija, međutim nakon što su počeli s radom, Mersad Husić i Enver Suljić, vodeći developeri ovog projekta, stupili su u suradnju s novim investitorom, Sebastianom Sczygielom (Kickstart Mobile).
Dvije godine nakon toga, praćeni raznim promjenama u lokalnoj zajednici i na globalnoj razini, ovaj tim ljudi kreirao je i naposljetku objavio konačan ishod započetog projekta, a to je mobilna aplikacija - The CalCon Calculator. 

## Kalkulatori
Općenito, kalkulator predstavlja prijenosni elektronički uređaj koji se koristi za razna računanja, od osnovne aritmetike do složene matematike. Dakle, ovo bi bila opća definicija najosnovnijeg kalkulatora. Online kalkulatori su obično besplatni i jednostavni za korištenje. Pretragom se mogu pronaći brojni kalkulatori i programi za automatsko računanje koji su dostupni svima.
S druge strane, CalCon je razvio i druge vrste kalkulatora, kao što su za svakodnevnu upotrebu, te razne druge kategorije, osim aritmetike i matematike. Današnji kalkulatori uglavnom su dostupni kao mobilna aplikacija. Mobilna aplikacija u vidu kalkulatora je zbirka kalkulatora dizajniranih za rad na mobilnom uređaju kao što je telefon ili tablet.
Nadalje, ovi kalkulatori dostupni su na web stranici kao web aplikacija. Web aplikacija je softver koji radi na web poslužitelju i kojem korisnik pristupa putem web preglednika. Svaki CalCon kalkulator ima prateći tekst koji ga opisuje, zajedno sa sučeljem aplikacije za izračun.
Kalkulatori su dostupni u dvanaest kategorija, i to: 
- građevina
- konverzije
- svakodnevni život
- financije
- hrana
- zdravlje
- matematika
- fizika
- sport
- statistika
- tehnologija i elektronika
- ostalo.

Korisnici mogu izraditi vlastite kalkulatore s CalCon mobilnom aplikacijom. Proces je vrlo jednostavan, a sve što treba uraditi jeste unijeti naziv novog kalkulatora, formulu, sa svim definiranim varijablama, i novi kalkulator je kreiran.

## Vanjski izvori
1. CalCon Calculator  Arhivirana inačica izvorne stranice od 29. siječnja 2022. (Wayback Machine) - službena web stranica